# Relações entre Israel e Vietnã
As Relações entre Israel e Vietnã são as relações exteriores entre Israel e Vietnã.
Vietnã e Israel estabeleceram relações diplomáticas em 12 de julho de 1993. Israel abriu sua embaixada residente em Hanoi em dezembro de 1993. A primeira Vietnamita embaixador para Israel é Đinh Xuân Lưu. Ele opera a partir da embaixada vietnamita em Tel Aviv.

## As relações diplomáticas
Em 1946, o futuro primeiro-ministro de Israel, David Ben-Gurion e presidente Politburo do Vietnã do Norte Ho Chi Minh se hospedaram no mesmo hotel em Paris, e tornou-se muito amigável. Ho Chi Minh oferecido Ben Gurion uma casa-em-exílio dos judeus no Vietnã. Ben-Gurion recusou a oferta, dizendo Ho Chi Minh: ". Tenho a certeza de que será capaz de estabelecer um Governo judeu na Palestina"
Vietnã e Israel estabeleceram relações diplomáticas em 12 de julho de 1993. Israel abriu sua Embaixada residente em Hanoi em dezembro de 1993, com David Matnai apontado como o primeiro embaixador para o Vietnã.
O primeiro embaixador do Vietname em Israel era Đinh Xuân Lưu, que apresentou suas credenciais ao presidente de Israel Shimon Peres em 8 de julho de 2009. O embaixador anterior era um embaixador não residente, operando a partir de Cairo. Em sua reunião, Presidente Shimon Peres disse ao novo embaixador: "Felicito o governo vietnamita em sua decisão de estabelecer uma embaixada em Israel O estabelecimento de uma embaixada abre uma nova era no. a relação dos dois países. "
Desde o estabelecimento das relações diplomáticas, os dois países têm realizado frequentemente visitas recíprocas, a vários níveis, e têm laços em áreas como negócios, educação, de cultura, cooperação tecnológica e agricultura reforçada. As visitas organizadas pelo governo israelense incluídos os de delegações que empreendedores e empresários, grupos de acadêmicos, jornalistas, artistas e músicos, assistentes jurídicos, e assim por diante.
Em janeiro de 2010, Luu disse que era fundamental para Israel para aumentar a sua cooperação com o Vietname, através do seu forte recursos em áreas de alto potencial de alta tecnologia, tais como tecnologia da informação, aeroespacial e tecnologias biológicas aplicada à agricultura para impulsionar a agricultura produtividade, que foram importantes áreas em modernização do Vietnã.
Em setembro de 2011, o Ministério da Defesa Vietnamita e Vice-Ministro tenente-general Truong Quang Khanh liderou uma delegação de trabalho do Ministério da Defesa, em uma visita a Israel. Em julho de 2012, ele falou de fortes laços entre o Vietnã e Israel, e as possibilidades para iniciar futuras parcerias.
Em novembro de 2011, a convite do presidente do Vietnã Truong Tan Sang, o presidente israelense, Shimon Peres teve uma visita oficial ao Vietnã de 21 a 27, acompanhado por ministros e delegação empresarial. Esta primeira visita de alto nível com o objectivo de fortalecer e ampliar os laços estratégicos políticos e econômicos entre Israel e Vietnã.
Em setembro de 2012, Luu disse que a amizade e cooperação entre Israel e Vietnã tinha suas raízes em uma reunião em 1946 entre República Democrática do Vietnã Primeiro-Ministro e Presidente Ho Chi Minh e David Ben-Gurion. Ele também disse que o comércio entre os dois países tinha subido para 660 milhões dólares nos primeiros oito meses de 2012. Ele falou da cooperação entre os dois países no domínio da agricultura, tecnologias de água, TI, telecomunicações, educação e segurança interna.

## As relações econômicas
Empresários israelenses têm mostrado grande interesse no Vietnã e organizou muitas viagens de negócios ao país para explorar oportunidades de investimento na agricultura, agrícola, turismo, de exploração e produção de petróleo e gás, telecomunicações, e farmácia. Em agosto de 2004, Israel e o Vietnã assinaram um Acordo de Cooperação Económica e Comercial, uma base jurídica importante para o desenvolvimento do comércio. O volume de negócios comércio bilateral atingiu 70 milhões de dólares norte-americanos em 2005. Dois corporações israelenses, Agronet e Astraco, abriram escritórios em Hanói.
Tecnologia e 'know-how desenvolvido no Kibbutz Afikim será usado em um projeto de produção de leite meio-a-bilhões de dólares no Vietnã. O projeto envolve o estabelecimento de uma fábrica de lacticínios de 30.000 vacas para fornecer 500 mil litros de leite por dia, cerca de 40% do actual consumo de leite de Vietnam. Afikim será responsável por todas as fases do empreendimento, incluindo a criação e preparação de terras para culturas que serão utilizados na alimentação animal.
Os governos do Vietnã e Israel assinaram um acordo sobre a evasão fiscal dupla em Hanói, em 4 de agosto de 2009, a criação de um ambiente legal transparente e saudável para os seus negócios para aumentar as transações. Os signatários do documento foram vice-ministro das Finanças Tran Xuan Ha e Embaixador de Israel no Vietnã Effie Ben Matityau. Ambos salientaram a importância do acordo na promoção da cooperação económica e comercial entre os dois países. Israel e Vietnã também estão trabalhando na conclusão de um acordo de livre comércio, que aumentarão ainda mais a relação comercial entre os dois países.
O governo de Israel ajudou a treinar e educar Vietnamitas na ciência da agricultura, aqüicultura, pecuária, produção de leite e produtos lácteos. Vietnam, que agora é considerada uma das principais economias do mundo em desenvolvimento, conta parte de seu sucesso na tecnologia israelense e desenvolvimento agrícola.

## Assistência ao Vietnã
Israel também enviou muitos especialistas para o Vietnã para dar formação em serviço para os seus colegas vietnamitas, especialmente na agricultura. Os funcionários do governo e profissionais de vários ministérios no Vietnã visitaram Israel para estudar tours, bem como para treinamentos. Vários cursos on-the-spot foram realizados em diversas áreas, tais como agricultura, aqüicultura, pecuária, produção de leite de vaca e de educação, sob os auspícios da MASHAV, o Centro Israelita de Cooperação Internacional.

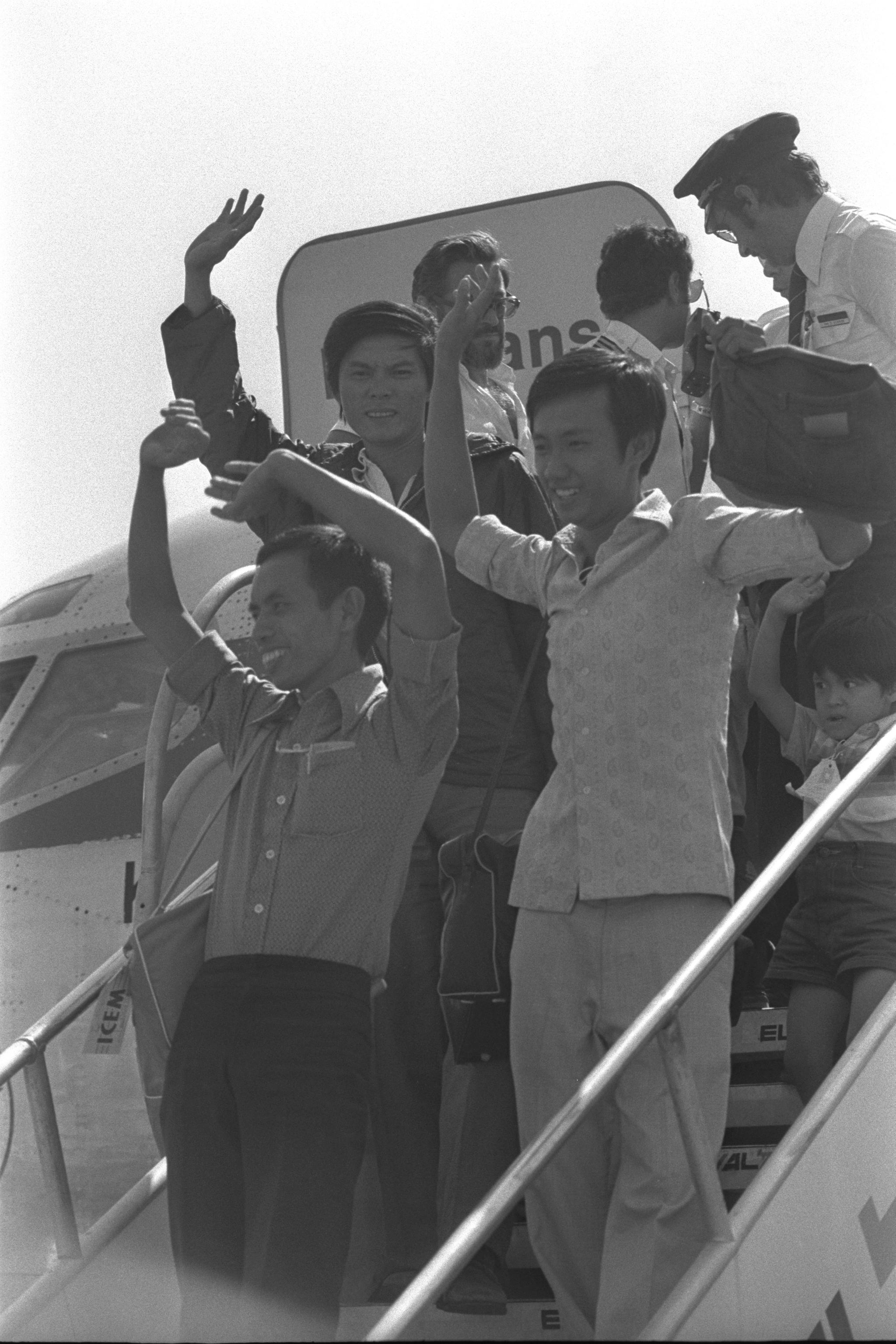
Refugiados vietnamitas chegam a Aeroporto Internacional Ben Gurion, Israel, 1977

.

### Tecnologia
Um fórum para o reforço da cooperação científica e tecnológica entre o Vietnã e Israel teve lugar em Hanói em 18 de janeiro de 2010, chamando a participação de cerca de 160 empresas dos dois países. Falando neste primeiro fórum de seu tipo no Vietnã, vice-presidente da Câmara de Comércio e Indústria (VCCI) Vietnam Pham Gia Tuc, afirmou que o governo vietnamita vê Israel como um parceiro importante na sua política para impulsionar o multi- facetada cooperação com os países do Oriente Médio.

## Vistas políticas
Vietnã estava preocupado com a crescente tensão no Oriente Médio e condenou Israel por sua decisão de construir novas áreas de reassentamento em Jerusalém Oriental, Vietnam News Agency (VNA), citando o Ministério das Relações Exteriores 's porta-voz Nguyen Phuong Nga como dizendo, 26 de março de 2010. Em resposta a uma pergunta sobre a reação do Vietnã para desenvolvimentos no Médio Oriente, Nga, disse: "O Vietnã apoia o comunicado divulgado no dia 19 de março pelo Quarteto do Oriente Médio (Estados Unidos, Rússia, União Europeia e das Nações Unidas) e apela à contenção das partes interessadas".